# Kettuvallam

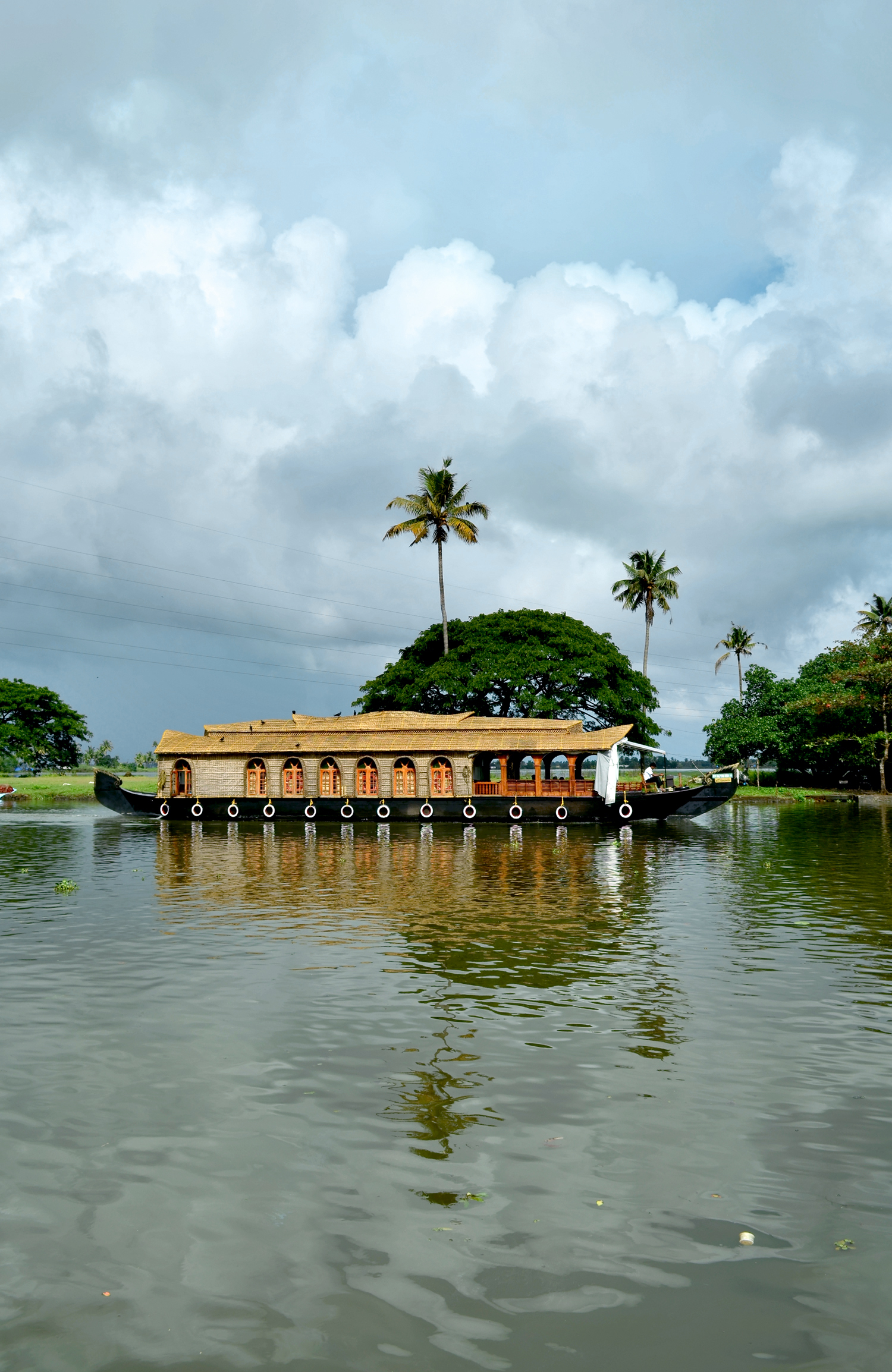
Vue d'un maison flottante sur le lac Vembanad.

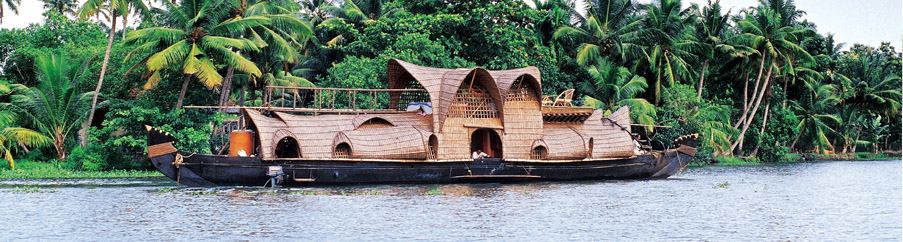
Une maison flottante de type kettuvallam avec un pont supérieur.

Un kettuvallam (en malayalam : കെട്ടുവള്ളം ; de keṭṭu (lier) et vaḷḷaṁ (bateau)), est un type de bateau originaire de l'État du Kerala, en Inde, grandement utilisé comme maison flottante (houseboat en anglais) à vocation touristique. Il est composé d'une coque en bois et d'un toit de chaume.
Chaque kettuvallam est construit de manière artisanale par des charpentiers locaux avec du bois d'Anjili lié avec de la fibre de coco. Une maison flottante peut avoir jusqu'à 30 m de long et transporter une charge allant jusqu'à 30 t. 

## Histoire
Le transport de matériel et de personnes dans les backwaters du Kerala se fait principalement par bateaux, dont les tailles et formes ont varié avec les époques. Les kettuvallam étaient à l'époque utilisés pour transporter le riz et des épices entre la région du Kuttanad et le port de Cochin. Ce transport demandait généralement trois jours. 
Le développement du réseau routier, ferroviaire et aérien a changé la donne, amenant les gens à considérer ce mode de transport fluvial lent et rassis. C'est à partir de 1991 que le kettuvallam est revalorisé à destination du tourisme, converti en maison flottante ou plus populairement houseboat. Une initiative prise dans le district d'Alleppey par un tour-opérateur, en partenariat avec des artisans locaux, en vue de faciliter des séjours de longue durée — des croisières — dans la région. Les soutiens gouvernementaux, associatifs et du secteur privé contribueront à la préservation de l'artisanat local lié à la construction navale, devenu un élément conséquent dans le développement et la diversification économique de la région par le tourisme.

## Construction

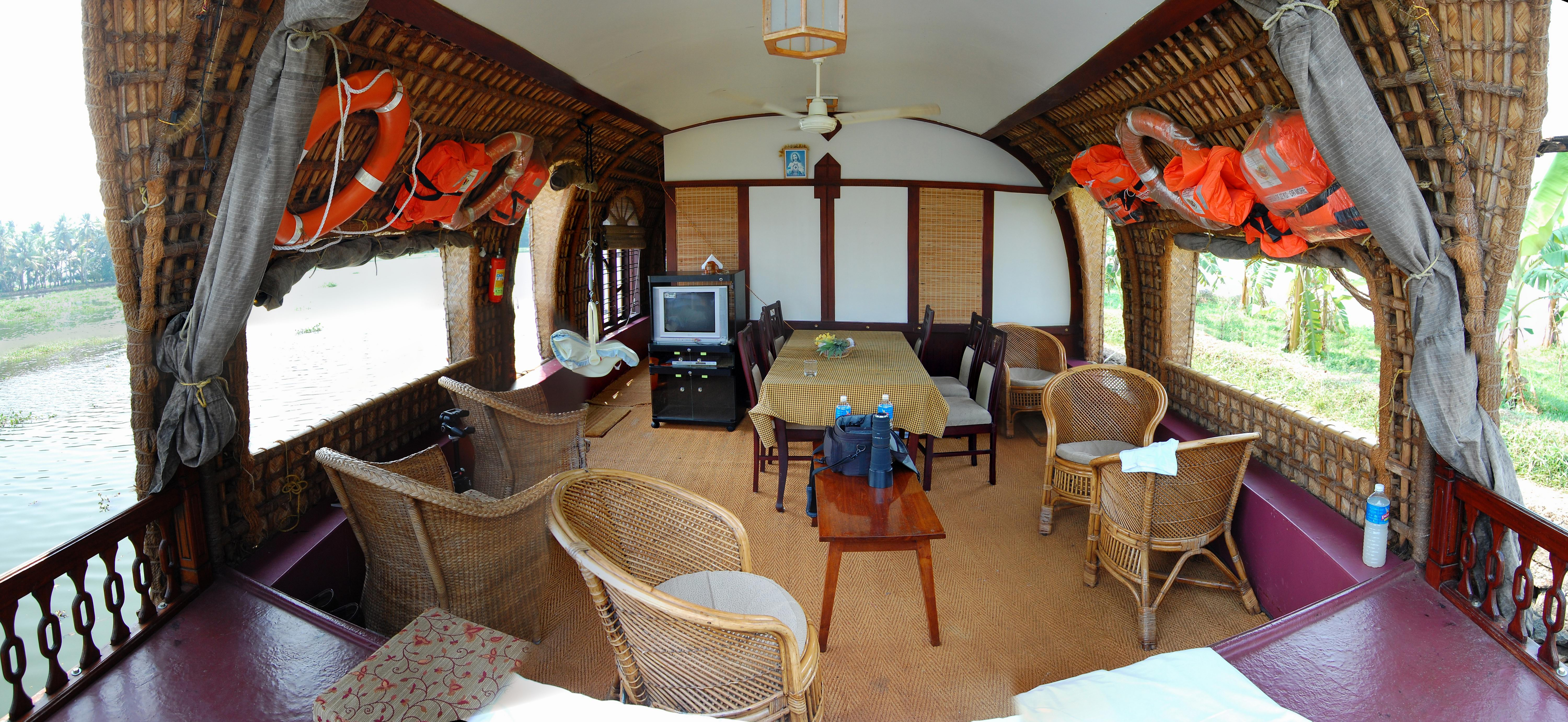
Intérieur d'un kettuvallam.

Un kettuvallam fait généralement 20 m de long pour 4 m de large (au centre). Ils sont généralement construits avec des matériaux locaux tels de la fibre de coco, de la corde, des mâts et des tapis en bambou, etc. Le principal matériau utilisé est le bois d'Anjili (Artocarpus hirsuta). La coque est composée de longues planches de bois courbées, liées ensemble avec de la fibre de coco. Le tout est par la suite enduit de résine noire caustique extraite de noix de cajou bouillies. Motorisé, le kettuvallam est piloté en eaux profondes à l'aide d'avirons. Des tiges en bambou placées sur les côtés de l'embarcation sont également utilisées dans ces situations. Le bambou est également utilisé dans la structure du toit.
À l'origine, le kettuvallam était conçu pour le transport de marchandises. Plusieurs modifications ont été faites pour en faire une embarcation touristique. Ainsi, la hauteur du toit a été augmentée pour permettre une meilleure circulation des passagers. Un plancher droit a été ajouté sur la coque courbe afin de faciliter la circulation ainsi que pour permettre de s'assoir confortablement. Des fenêtres et d'autres types d'ouvertures ont été ajoutées et l'entrée a été placée au centre, avec un solide panneau de bois.
La plupart des embarcations récentes sont conçues avec trois chambres avec toilettes, un espace commun et une cuisine. En général, des plateformes placées en porte-à-faux sur la coque servent de balcon.

## Galerie

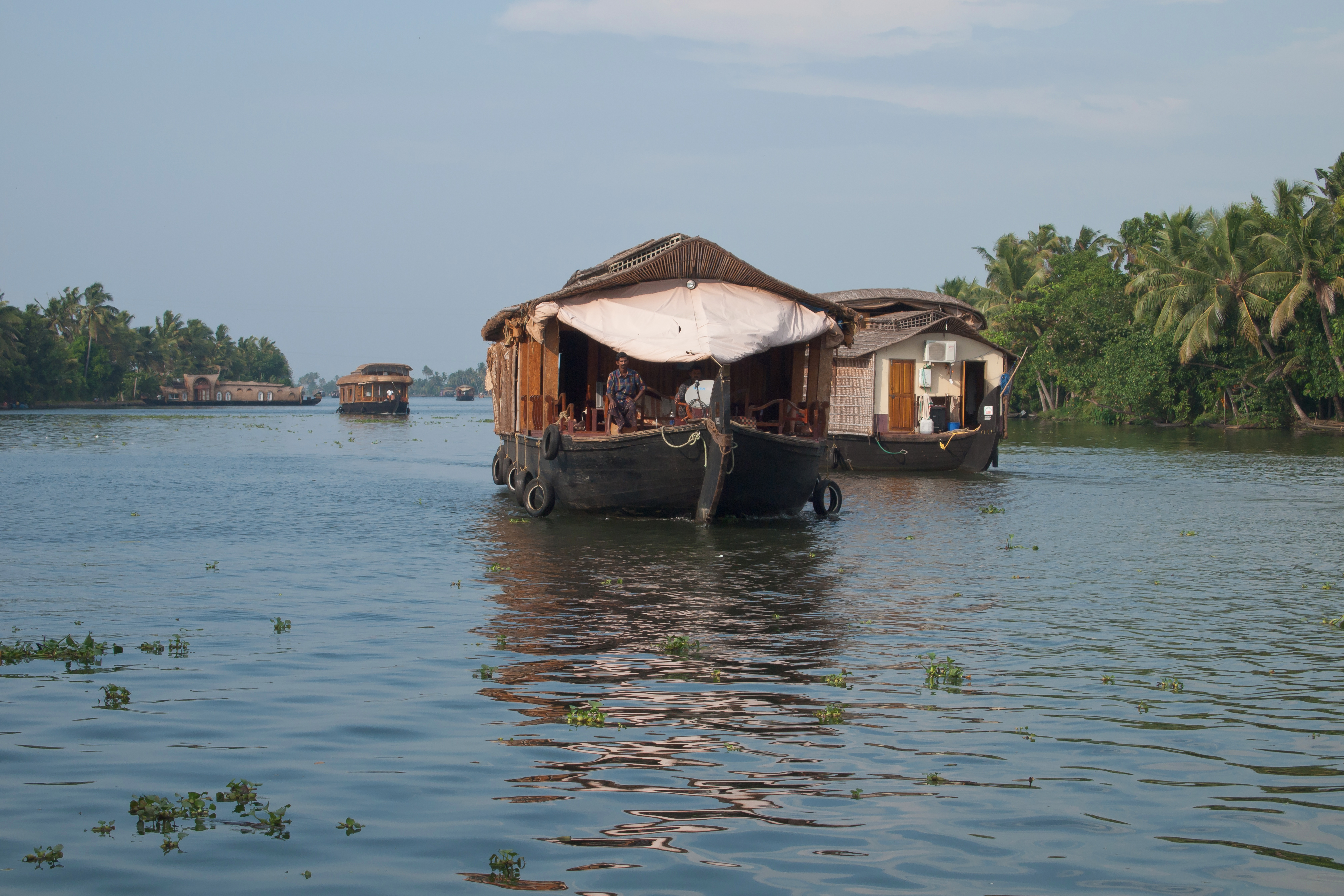
Environ 400 maisons flottantes parcourent le lac Vembanad.
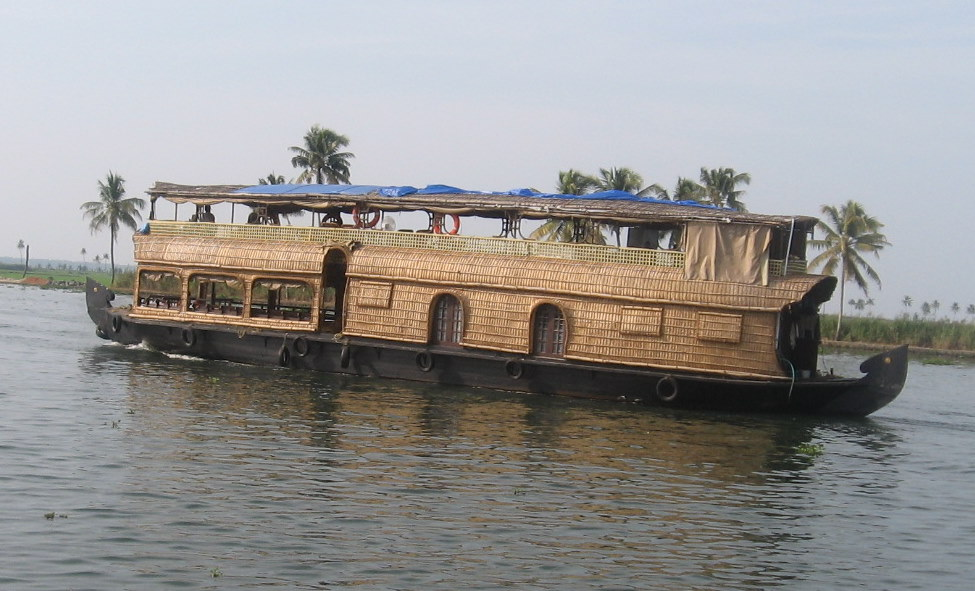
Un kettuvallam avec deux ponts.
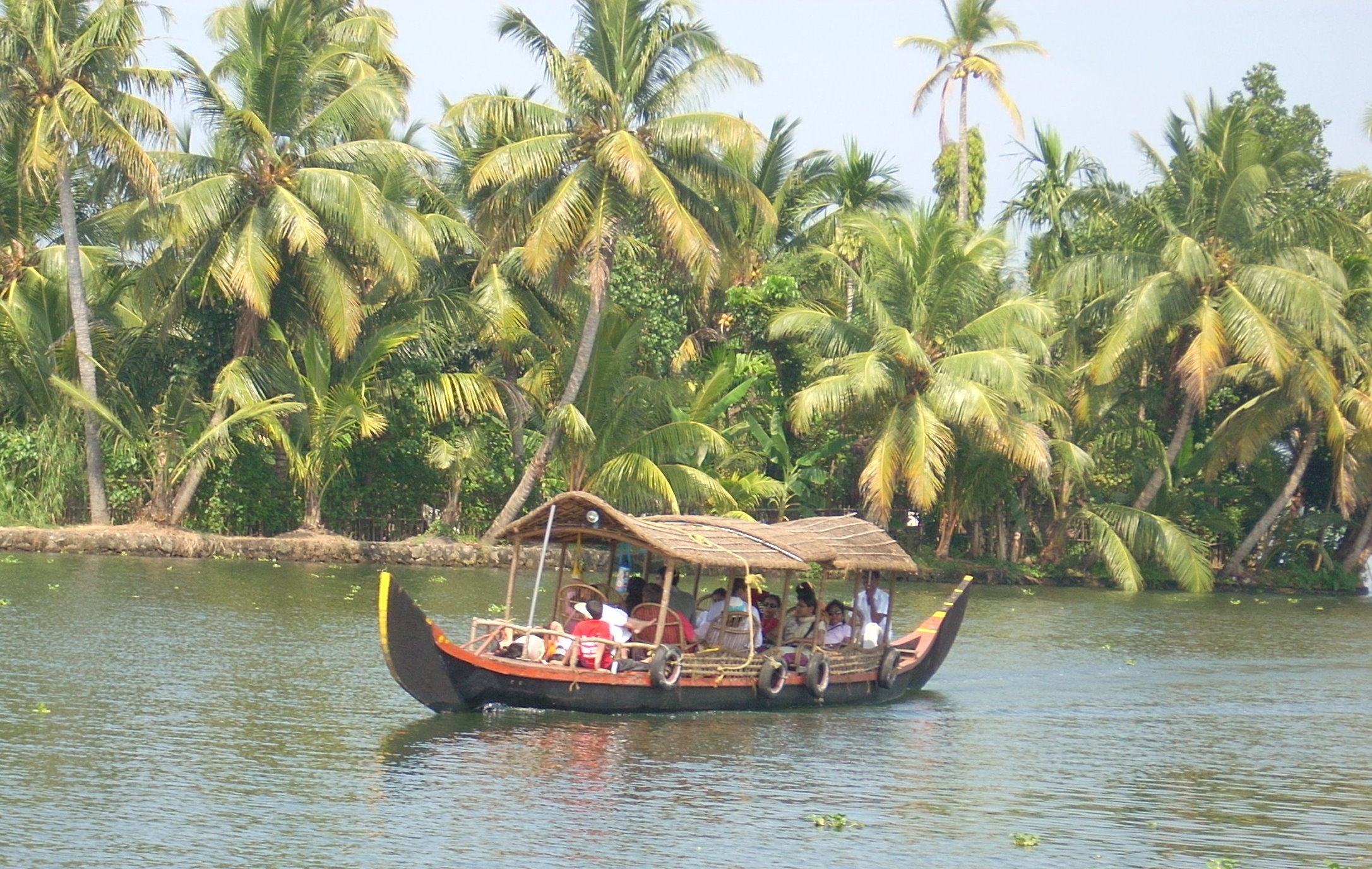
Bateau touristique.
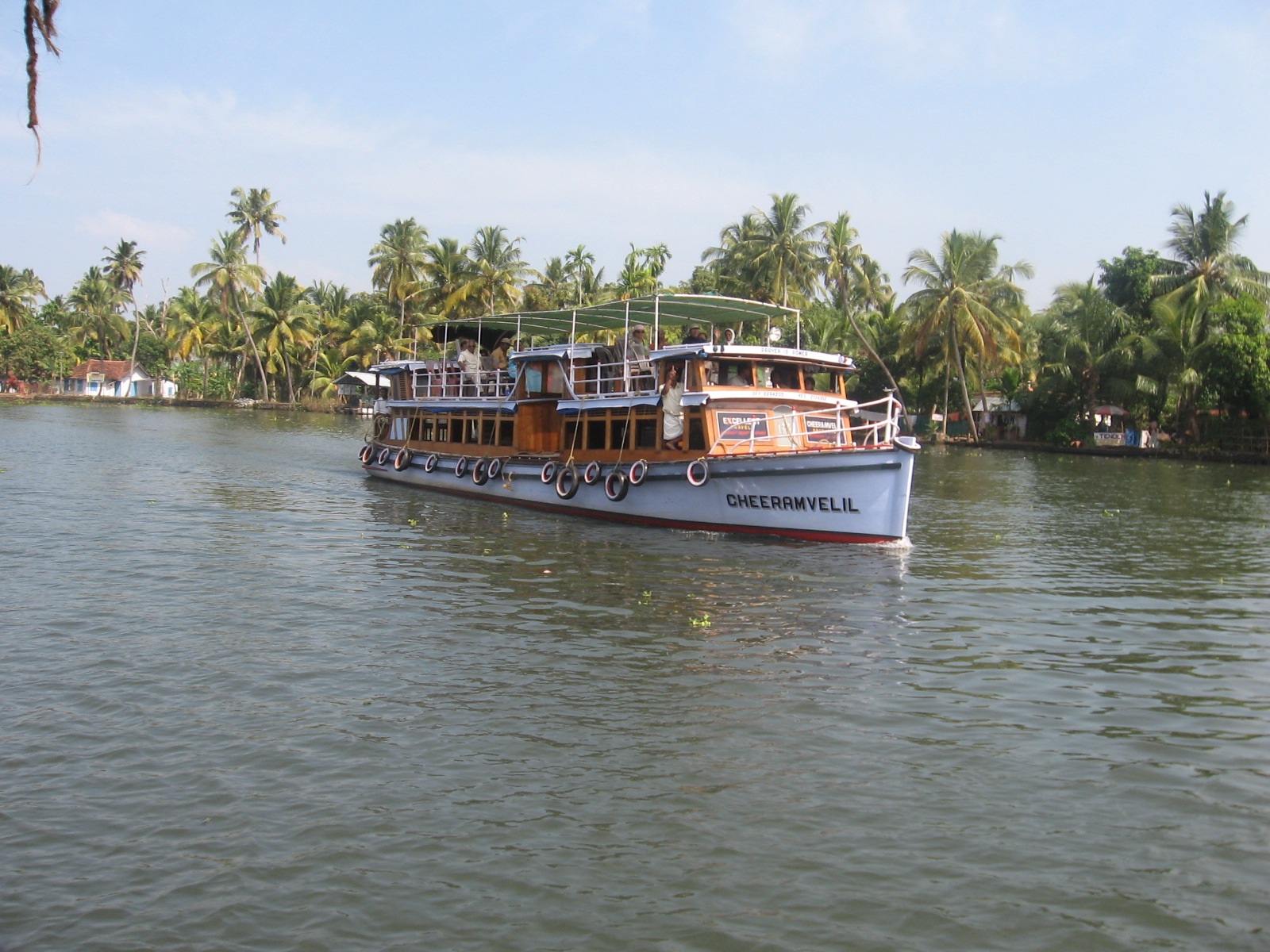
Autre bateau touristique avec passagers.
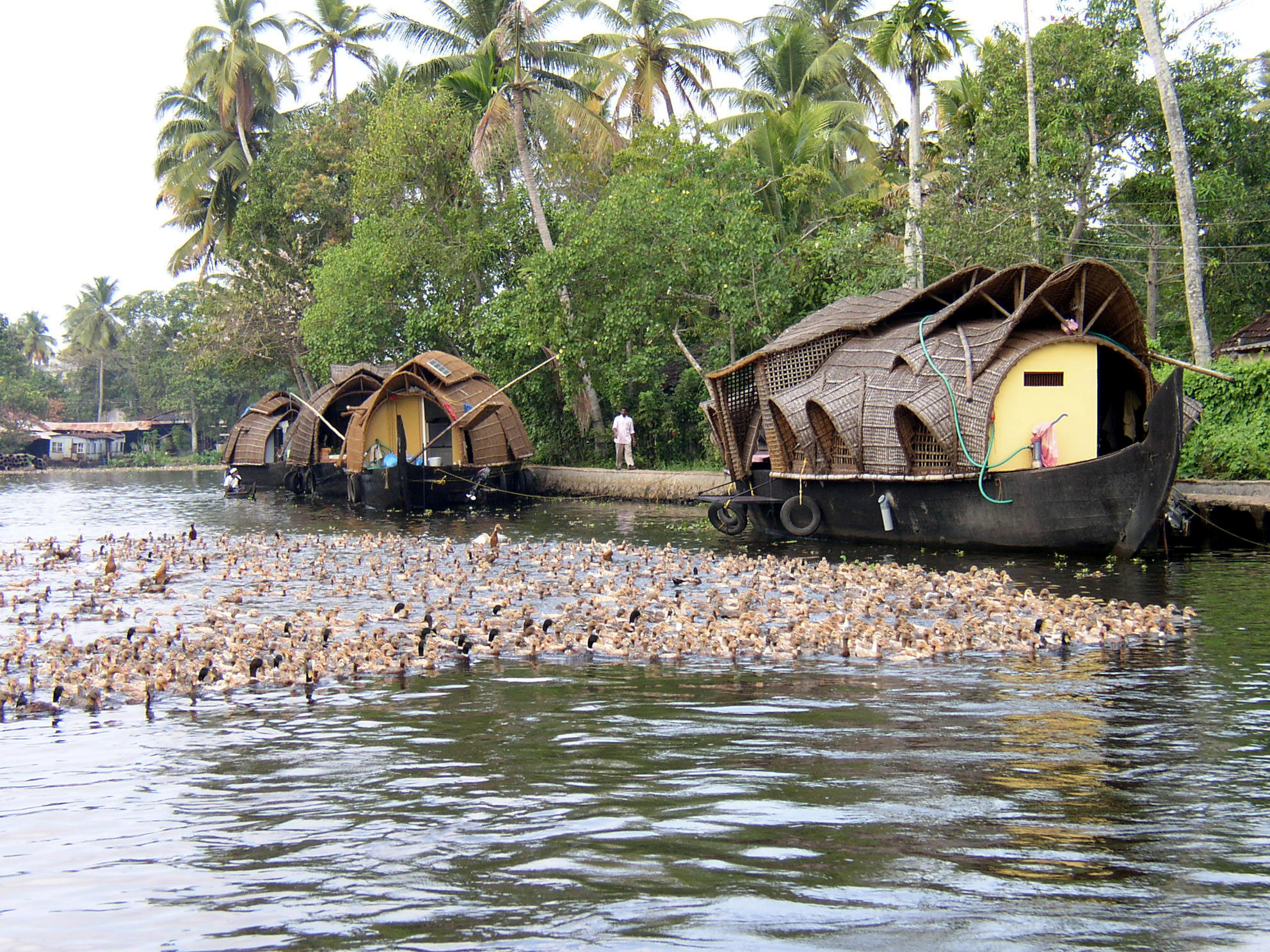
Canards nageant autour de kettuvalams stationnés dans une localité des backwaters.
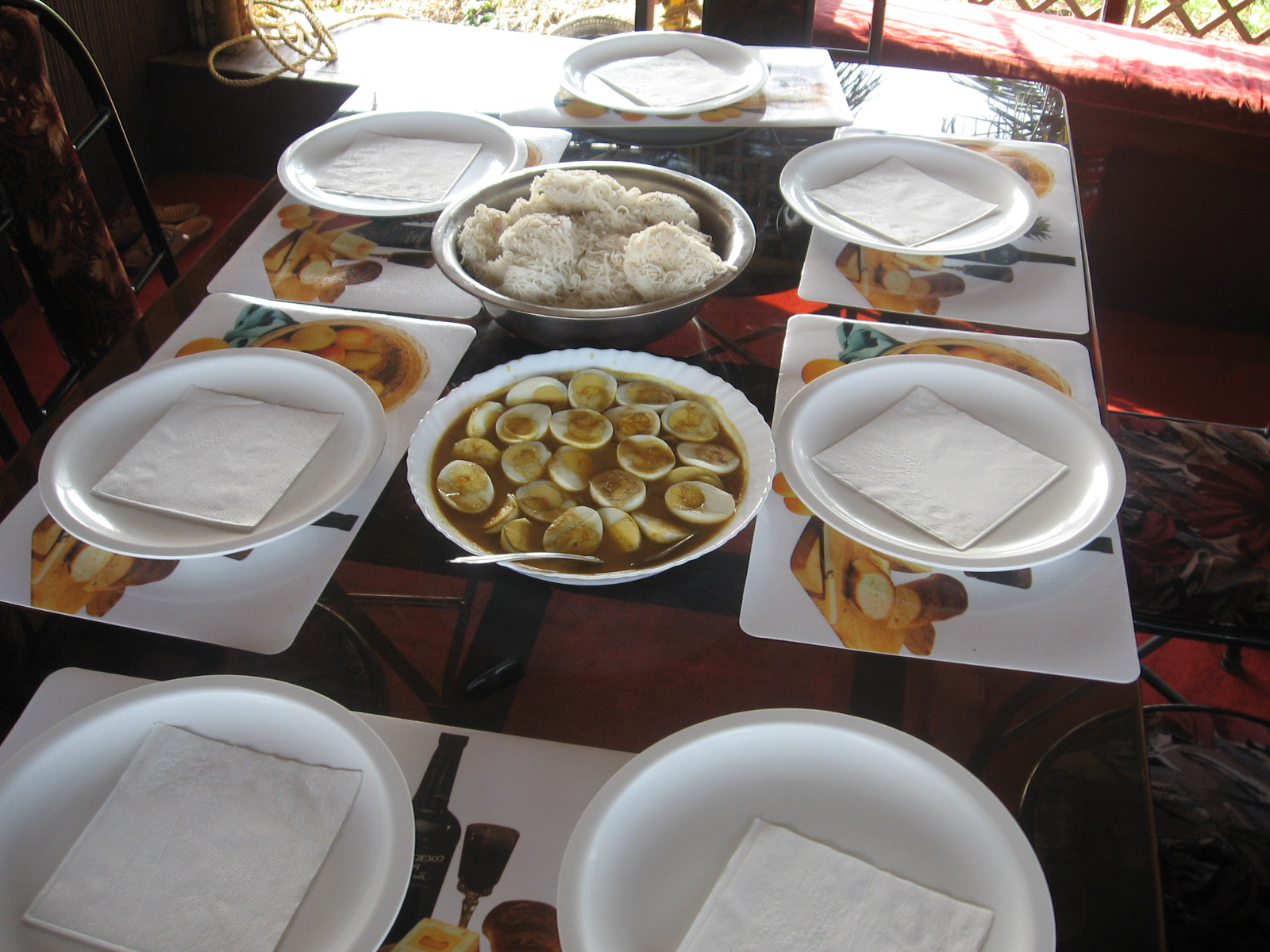
Petit déjeuner sur un kettuvallam.
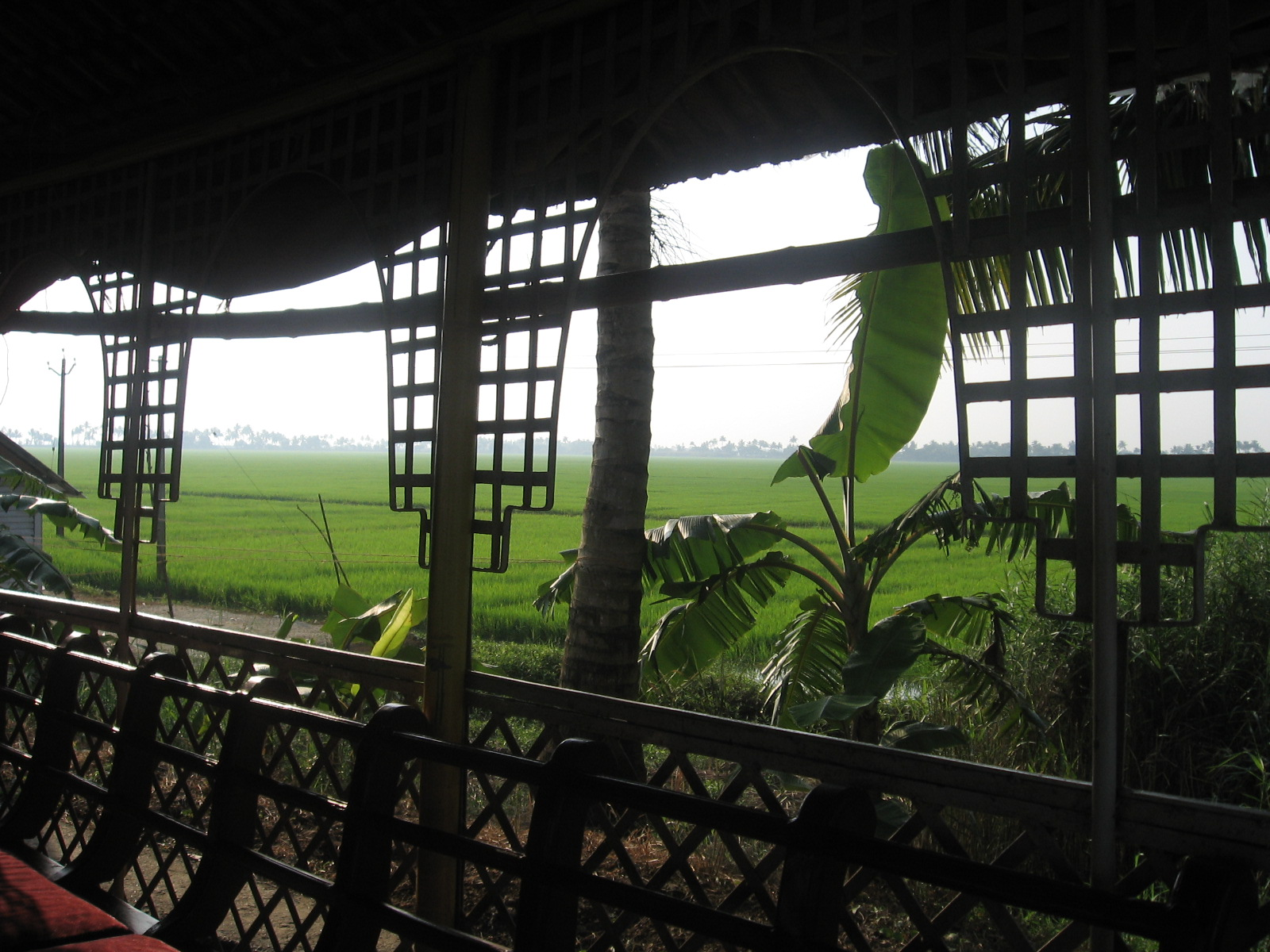
Vue à partir d'un kettuvallam.